# Zama Magudulela
Zama Magudulela est une chanteuse sud-africaine née à Durban en 1982.

## Biographie
Sa voix a été choisie pour interpréter le vieux singe Rafiki du Roi Lion.

## Théâtre
- KZN Choral Concerts, Sagiya Theatre Productions
- The Zulu Playhouse City Theatre et Baxter Theatre au Cap
- 2005 : The Lion King à Sydney
- 2006 : Der Köning der Löwen à Hambourg
- 2007 : Le Roi lion à Paris
- 2011 : El Rey León à Madrid

## Disques
- Smukanadwendwe, Babakamdumdu, Ematekisini produits par Mbongeni Ngema